# O zachowaniu się przy stole

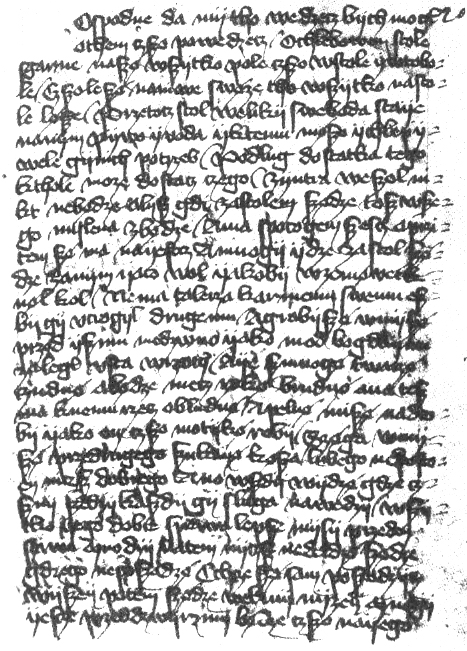
Początek wiersza O zachowaniu się przy stole, zachowany dzięki fotokopiom, sporządzonym przed II wojną światową

O zachowaniu się przy stole (znany również jako: wiersz Słoty O chlebowym stole) – wiersz będący przykładem średniowiecznej poezji polskiej przypisywany Przecławowi Słocie.
Utwór ten jest najstarszym zabytkiem polskiej poezji świeckiej i jednym z pierwszych tekstów, w którym autor pozostawił po sobie podpis.

## Autorstwo
Przypuszcza się, że przydomek Słota, którym podpisano wiersz, pochodzi od nazwy wsi Słota lub Złota. Taki sposób podpisywania utworów był częstą praktyką w średniowieczu. Ostatnio autorstwo przypisuje się Przecławowi Słocie (Złocie) – burgrabiemu poznańskiemu w latach 1398–1400.

## Historia utworu
Powstał około 1400 roku, zamieszczony został w kodeksie z 1415. Tekst jego odnalazł Aleksander Brückner w Cesarskiej Bibliotece Publicznej w Petersburgu i wydał z odpisu w 1891. Kodeks, w którym znajdował się wiersz, powrócił do Polski, jednak uległ zniszczeniu w czasie II wojny światowej.

## Treść
Utwór zawiera elementy satyryczne. Autor wykorzystując antywzorzec formułuje wypowiedź tak, aby odbiorca sam się zorientował, jakie zachowanie uważane jest za niewłaściwe. Tym samym wyjaśnia podstawowe zasady kultury spożywania posiłków. Z utworu wynika, że na średniowiecznej uczcie nie należało:
- objadać się,
- wyszukiwać dla siebie jak najlepszych kąsków,
- brać zbyt dużych kawałków,
- wypluwać resztek jedzenia do misy,
- brać do ust tego, co z nich wypadło.
- mówić z pełnymi ustami

Etykieta nakazywała:
- siedzieć na wyznaczonym miejscu,
- umyć palce nim sięgnie się po jedzenie,
- wycierać usta,
- zabawiać damy,
- podsuwać im półmiski z co lepszymi sztukami jadła.

## Kompozycja
O zachowaniu się przy stole jest przykładem wiersza intonacyjno-zdaniowego, zamkniętego klamrą kompozycyjną. Przypuszcza się, że jego źródłem mógł być łaciński utwór Frovinusa pt. Antigameratus.